# Bibliothèque d'Iso Omena
La bibliothèque d'Iso Omena (finnois : Ison Omenan kirjasto) est une bibliothèque du quartier de Matinkylä à Espoo en Finlande,,.

## Présentation
La bibliothèque d'Iso Omena est une des bibliothèques du quartier de Matinkylä a Espoo.
Elle est l'un des établissements de la Bibliothèque municipale d'Espoo.
Elle est située au-dessus de la station de métro Matinkylä, au troisième étage de l'extrémité sud du centre commercial Iso Omena.
En 2018, c'était la bibliothèque la plus fréquentée de Finlande, avec une moyenne de 5 000 usagers quotidien en semaine,.

## Groupement Helmet de bibliothèques
La bibliothèque d'Iso Omena fait partie du groupement Helmet, qui est un groupement de bibliothèques municipales d'Espoo, d'Helsinki, de Kauniainen et de Vantaa ayant une liste de collections commune et des règles d'utilisation communes,,.